# 진무로
진무로(Jinmu-ro)는 전북특별자치도 진안군 마령면 평지리 마령사거리와 무주군 적상면 사산리 적상 교차로를 잇는 전북특별자치도의 도로이다.

## 연혁
- 1994년 : 진안군의 불로치터널, 무주군의 조금재터널 개통.[1]
- 2001년 10월 31일 : 전북특별자치도 진안군 용담댐 건설로 진안군 진안읍 운산리 ~ 안천면 백화리 13.52km 구간 이설.[2][3]
- 2009년 7월 10일 : 2개 이상 시·군에 걸쳐 있는 도로로 진무로를 고시[4]
- 2016년 12월 9일 : 진안 ~ 적상간 도로 2공구(진안군 안천면 노성리 ~ 무주군 적상면 사천리) 11.64km 구간 확장 개통 및 기존 진안군 안천면 백화리 ~ 무주군 적상면 사산리 12.04km 구간 폐지[5]
- 2017년 12월 26일 : 진안 ~ 적상간 도로 1공구(진안군 진안읍 반월리 ~ 운산리) 8.41km 구간 확장 개통, 기존 구간 폐지[6]

## 주요 경유지
전북특별자치도
- 진안군 (마령면 · 진안읍 · 상전면 · 안천면) - 무주군 (부남면 · 적상면)

## 노선
| 이름                        | 접속 노선                                                 | 소재지 | 소재지                                                     | 비고                                                      |
| --------------------------- | --------------------------------------------------------- | ------ | ---------------------------------------------------------- | --------------------------------------------------------- |
| 마령사거리                  | 임진로                                                    | 진안군 | 마령면                                                     | 국도 제30호선 구간                                        |
| 화전삼거리                  | 마이산남로                                                | 진안군 | 마령면                                                     | 국도 제30호선 구간                                        |
| 동촌교                      |                                                           | 진안군 | 마령면                                                     | 국도 제30호선 구간                                        |
| 진안읍                      |                                                           | 진안군 |                                                            | 국도 제30호선 구간                                        |
| 은천삼거리                  | 평가로                                                    | 진안군 |                                                            | 국도 제30호선 구간                                        |
| 진안IC1 교차로              | 국도 제30호선 (진안 ~ 적상간 도로)                        | 진안군 |                                                            | 국도 제30호선 구간                                        |
| 진안 나들목 (진안IC 교차로) | 20호선 새만금포항고속도로                                 | 진안군 |                                                            |                                                           |
| 진안IC2 교차로              | 국도 제30호선 (진안 ~ 적상간 도로)                        | 진안군 | 국도 제30호선 구간                                         |                                                           |
| 원단양 교차로               | 금마길                                                    | 진안군 | 국도 제30호선 구간                                         |                                                           |
| 군하 교차로                 | 마이산로                                                  | 진안군 | 국도 제30호선 구간                                         |                                                           |
| 진안로터리 (마이 교차로)    | 국도 제30호선 (전진로) 지방도 제795호선 (중앙로) 마이산로 | 진안군 | 국도 제30호선 구간                                         |                                                           |
| 진안공설운동장              | 국도 제26호선 국도 제30호선 (전진로)                      | 진안군 | 월랑 교차로와 연결                                         |                                                           |
| 진안교                      | 진용로                                                    | 진안군 |                                                            |                                                           |
| 진안시외버스터미널          | 진장로                                                    | 진안군 |                                                            |                                                           |
| 학천교                      | 중앙로 시장길                                             | 진안군 |                                                            |                                                           |
| 진안군한방약초센터          | 학천변길                                                  | 진안군 |                                                            |                                                           |
| 중계 교차로                 | 국도 제30호선 (진안우회도로)                              | 진안군 | 국도 제30호선 구간                                         |                                                           |
| (교량 명칭 미상)            |                                                           | 진안군 | 국도 제30호선 구간                                         |                                                           |
| 신흥 교차로                 | 신흥길                                                    | 진안군 | 국도 제30호선 구간                                         |                                                           |
| 하도 교차로                 | 물곡로                                                    | 진안군 | 국도 제30호선 구간                                         |                                                           |
| 송대 교차로                 | 검북로 송대길                                             | 진안군 | 국도 제30호선 구간                                         |                                                           |
| 운산 교차로                 | 언건로                                                    | 진안군 | 국도 제30호선 구간                                         |                                                           |
| (교량 명칭 미상)            |                                                           | 진안군 | 국도 제30호선 구간                                         |                                                           |
| 언건 교차로                 | 국가지원지방도 제49호선 (진성로)                          | 진안군 | 국도 제30호선 구간 국가지원지방도 제49호선 구간            |                                                           |
| 수동터널                    |                                                           | 진안군 | 상전면                                                     | 국도 제30호선 구간 국가지원지방도 제49호선 구간 연장 350m |
| 금지 교차로                 | 국가지원지방도 제49호선 (귀상로)                          | 진안군 | 상전면                                                     | 국도 제30호선 구간 국가지원지방도 제49호선 구간           |
| 월포대교                    |                                                           | 진안군 | 상전면                                                     | 국도 제30호선 구간                                        |
| 용평대교                    |                                                           | 진안군 | 상전면                                                     | 국도 제30호선 구간                                        |
| 구룡 교차로                 | 금당길                                                    | 진안군 | 상전면                                                     | 국도 제30호선 구간                                        |
| 불로치터널                  |                                                           | 진안군 | 상전면                                                     | 국도 제30호선 구간 연장 440m                              |
| 불로치터널                  | 안천면                                                    | 진안군 |                                                            | 국도 제30호선 구간 연장 440m                              |
| 신괴 교차로                 | 국도 제13호선 (자신로)                                    | 진안군 | 국도 제13, 30호선 구간                                     |                                                           |
| 노성 교차로                 | 자노로                                                    | 진안군 | 국도 제13, 30호선 구간                                     |                                                           |
| 보한삼거리                  | 보한길                                                    | 진안군 | 국도 제13, 30호선 구간                                     |                                                           |
| 백화 교차로                 | 국도 제13호선 (안용로)                                    | 진안군 | 국도 제13, 30호선 구간                                     |                                                           |
| 안천 교차로                 | 교동길                                                    | 진안군 | 국도 제30호선 구간                                         |                                                           |
| 백화교                      |                                                           | 진안군 | 국도 제30호선 구간                                         |                                                           |
| 상리 교차로                 | 구례길 상배실길                                           | 진안군 | 국도 제30호선 구간                                         |                                                           |
| 율현1 교차로                | 율현길                                                    | 진안군 | 국도 제30호선 구간                                         |                                                           |
| 율현2 교차로                | 당곡길                                                    | 진안군 | 국도 제30호선 구간                                         |                                                           |
| 장안 교차로                 | 장삼재로                                                  | 무주군 | 국도 제30호선 구간                                         | 부남면                                                    |
| 장안1교 장안2교             |                                                           | 무주군 | 국도 제30호선 구간                                         | 부남면                                                    |
| 고로치터널                  |                                                           | 무주군 | 국도 제30호선 구간 무주 방면 연장 930m 진안 방면 연장 910m | 부남면                                                    |
| 고로치터널                  | 적상면                                                    | 무주군 | 국도 제30호선 구간 무주 방면 연장 930m 진안 방면 연장 910m |                                                           |
| 삼유1교 삼유2교             |                                                           | 무주군 | 국도 제30호선 구간                                         |                                                           |
| 삼유 교차로                 | 삼유길                                                    | 무주군 | 국도 제30호선 구간                                         |                                                           |
| 삼유3교                     |                                                           | 무주군 | 국도 제30호선 구간                                         |                                                           |
| 조금재터널                  |                                                           | 무주군 | 국도 제30호선 구간 무주 방면 연장 450m 진안 방면 연장 550m |                                                           |
| 조금재교                    |                                                           | 무주군 | 국도 제30호선 구간                                         |                                                           |
| 여원 교차로                 | 여용로 사기점길                                           | 무주군 | 국도 제30호선 구간                                         |                                                           |
| 여원1교 여원2교 삼가교      |                                                           | 무주군 | 국도 제30호선 구간                                         |                                                           |
| 갈골 교차로                 | 여용로                                                    | 무주군 | 국도 제30호선 구간                                         |                                                           |
| 삼가 교차로                 | 삼가로                                                    | 무주군 | 국도 제30호선 구간                                         |                                                           |
| 적상 교차로                 | 국도 제19호선 국도 제30호선 (무주로) 여용로               | 무주군 | 국도 제30호선 구간                                         |                                                           |

## 주요 건물 및 시설
- 진안군예술창작스튜디오 (구 진안서초등학교, 전북특별자치도 진안군 진안읍 진무로 510-5)
- 한국도로공사 진안지사 (전북특별자치도 진안군 진안읍 진무로 847)
- 롯데슈퍼 진안점 (전북특별자치도 진안군 진안읍 진무로 1004)
- 마이파출소 (전북특별자치도 진안군 진안읍 진무로 1018)
- 전북인삼농협 (전북특별자치도 진안군 진안읍 진무로 1021)
- 진안군청소년수련관 (전북특별자치도 진안군 진안읍 진무로 1054-14)
- 진안군문예체육회관 (전북특별자치도 진안군 진안읍 진무로 1054-38)
- 진안공설운동장 (전북특별자치도 진안군 진안읍 진무로 1054-43)
- 우화정류소 (전북특별자치도 진안군 진안읍 진무로 1079-1)
- 진안농협 (전북특별자치도 진안군 진안읍 진무로 1099)
- 진안우체국 (전북특별자치도 진안군 진안읍 진무로 1114)
- 진안시외버스터미널 (전북특별자치도 진안군 진안읍 진무로 1120)
- 진안군의료원 (전북특별자치도 진안군 진안읍 진무로 1145)
- 진안농협하나로마트 (전북특별자치도 진안군 진안읍 진무로 1150)
- 진안군한방약초센터 (전북특별자치도 진안군 진안읍 진무로 1166)
- 진안119안전센터 (전북특별자치도 진안군 진안읍 진무로 1179)
- 진안군보건소 (전북특별자치도 진안군 진안읍 진무로 1189)
- 상전망향의광장 (전북특별자치도 진안군 상전면 진무로 2395-24)
- 대구평마을회관 (전북특별자치도 진안군 상전면 진무로 2474-9)
- 안천터미널 (전북특별자치도 진안군 안천면 진무로 2980)
- 안천면사무소, 안천보건지소 (전북특별자치도 진안군 안천면 진무로 2998)
- 안천치안센터 (전북특별자치도 진안군 안천면 진무로 3030)
- 안천초등학교, 안천중학교, 안천고등학교 (전북특별자치도 진안군 안천면 진무로 3071-9)